# العلاقات البليزية النيبالية
العلاقات البليزية النيبالية هي العلاقات الثنائية التي تجمع بين بليز ونيبال.

## مقارنة بين البلدين
هذه مقارنة عامة ومرجعية للدولتين:
| وجه المقارنة                                              | بليز         | نيبال                             |
| --------------------------------------------------------- | ------------ | --------------------------------- |
| المساحة (كم2)                                             | 22.97 ألف    | 147.18 ألف                        |
| عدد السكان (نسمة)                                         | 374.68 ألف   | 29.40 مليون                       |
| الكثافة السكانية (ن./كم²)                                 | 16.31        | 199.76                            |
| العاصمة                                                   | بلموبان      | كاتماندو                          |
| اللغة الرسمية                                             | لغة إنجليزية | اللغة النيبالية                   |
| العملة                                                    | دولار بليزي  | روبية نيبالية                     |
| الناتج المحلي الإجمالي (بليون دولار)                      | 1.84 مليار   | 24.47 مليار                       |
| الناتج المحلي الإجمالي (تعادل القوة الشرائية) بليون دولار | 3.05 مليار   | 70.20 مليار                       |
| الناتج المحلي الإجمالي الاسمي للفرد دولار أمريكي          | 4.88 ألف     | 743                               |
| الناتج المحلي الإجمالي للفرد دولار أمريكي                 | 8.42 ألف     | 2.37 ألف                          |
| مؤشر التنمية البشرية                                      | 0.715        | 0.548                             |
| رمز المكالمات الدولي                                      | +501         | +977                              |
| رمز الإنترنت                                              | .bz          | .np                               |
| المنطقة الزمنية                                           | 00           | UTC+05:45، التوقيت الموحد لنيبال ‏ |

## منظمات دولية مشتركة
يشترك البلدان في عضوية مجموعة من المنظمات الدولية، منها:
| علم المنظمة | اسم المنظمة                        | تاريخ انضمام بليز | تاريخ انضمام نيبال |
| ----------- | ---------------------------------- | ----------------- | ------------------ |
|             | مؤسسة التنمية الدولية              | 19 مارس 1982      | 6 مارس 1963        |
|             | يونسكو                             | 10 مايو 1982      | 1 مايو 1953        |
|             | مؤسسة التمويل الدولية              | 19 مارس 1982      | 7 يناير 1966       |
|             | منظمة حظر الأسلحة الكيميائية       | ?                 | ?                  |
|             | الأمم المتحدة                      | 25 سبتمبر 1981    | 14 ديسمبر 1955     |
|             | منظمة الشرطة الجنائية الدولية      | ?                 | ?                  |
|             | البنك الدولي للإنشاء والتعمير      | 19 مارس 1982      | 6 سبتمبر 1961      |
|             | الاتحاد البريدي العالمي            | ?                 | ?                  |
|             | وكالة ضمان الاستثمار متعدد الأطراف | 29 يونيو 1992     | 9 فبراير 1994      |
|             | منظمة التجارة العالمية             | ?                 | ?                  |
|             | الفريق المعني برصد الأرض           | ?                 | ?                  |

## وصلات خارجية
- موقع وزارة الخارجية البليزية
- موقع وزارة الخارجية النيبالية